# Ferrovia Lecce-Gallipoli
La ferrovia Lecce-Gallipoli è una linea ferroviaria italiana, gestita dalle Ferrovie del Sud Est (FSE) che collega Lecce e Gallipoli. Viene indicata come Linea 5.

## Storia
| Tratta          | Inaugurazione    |
| --------------- | ---------------- |
| Lecce-Zollino   | 1º febbraio 1868 |
| Zollino–Nardò   | 14 dicembre 1884 |
| Nardò–Gallipoli | 1º novembre 1885 |

La linea è frutto di due progetti separati tra di loro: il tratto Lecce-Zollino, già esistente dal 1868, era parte dell’estrema propaggine della Ferrovia Adriatica, mentre il secondo tratto Zollino-Gallipoli era previsto dalla legge Baccarini del 1879, allo scopo di unire la città portuale di Gallipoli alla rete ferroviaria nazionale. La linea fu attivata nel 1884–85.
Inizialmente entrambi i tratti erano gestiti dalle Strade Ferrate Meridionali, tuttavia per un periodo il solo tratto Zollino-Gallipoli fu gestito come parte della Rete Adriatica; entrambi i tratti passarono successivamente alle Ferrovie dello Stato nel 1906, in seguito al riscatto delle linee SFM.
Nel 1933 l’intera ferrovia fu ceduta dalle FS alle neocostituite Ferrovie del Sud Est (FSE).

## Caratteristiche
La linea, lunga 53,812 km, è una ferrovia a binario semplice e scartamento ordinario a trazione termica ed attrezzata nella sua interezza con BCA. Attualmente a trazione termica, il 18 gennaio 2021 sono cominciati i lavori di elettrificazione nel tratto Lecce-Zollino.
La circolazione su tutta la linea è regolata dal Dirigente Centrale Operativo (DCO) con sede a Novoli.  

### Percorso
| Continuation backward |

| Unknown route-map component "dCONTgq" | Unknown route-map component "ABZg+r" | Unknown route-map component "d" |

| Station on track |

| Stop on track |

| Stop on track |

| Stop on track |

| Stop on track |

| Station on track |

| Unknown route-map component "d" | Unknown route-map component "ABZgl" | Unknown route-map component "dCONTfq" |

| Stop on track |

| Station on track |

| Unknown route-map component "dCONTgq" | Unknown route-map component "ABZg+r" | Unknown route-map component "d" |

| Station on track |

| Unknown route-map component "d" | Unknown route-map component "ABZgl" | Unknown route-map component "dCONTfq" |

| Stop on track |

| Station on track |

| Stop on track |

| Unknown route-map component "d" | Unknown route-map component "ABZg+l" | Unknown route-map component "dCONTfq" |

| Station on track |

| Non-passenger end stop |